# Dasineura dioicae
Dasineura dioicae är en tvåvingeart som först beskrevs av Ewald Rübsaamen 1895.  Dasineura dioicae ingår i släktet Dasineura och familjen gallmyggor. Inga underarter finns listade i Catalogue of Life.